# 博尔盖托-迪博尔贝拉
博尔盖托-迪博尔贝拉（義大利語：Borghetto di Borbera），是意大利亚历山德里亚省的一个市镇。总面积39.62平方公里，人口2015人，人口密度50.9人/平方公里（2009年）。ISTAT代码为006018。